# Karel Havlíček
Karel Havlíček (ur. 16 sierpnia 1969 w Czeskich Budziejowicach) – czeski działacz gospodarczy i ekonomista, od 2019 do 2021 wicepremier oraz minister przemysłu i handlu, w latach 2020–2021 również minister transportu.

## Życiorys
W 1992 ukończył studia na wydziale inżynierii lądowej Politechniki Czeskiej w Pradze. W 1998 uzyskał dyplom MBA na Manchester Metropolitan University. W 2004 doktoryzował się na wydziale zarządzania Wyższej Szkoły Ekonomicznej w Pradze, habilitował się na tej uczelni w 2014. Zawodowo związany z sektorem prywatnym, był m.in. dyrektorem zarządzającym przedsiębiorstwa SINDAT. Działacz gospodarczy, pełnił funkcję wiceprzewodniczącego UEAPME, europejskiego zrzeszenia rzemiosła oraz małej i średniej przedsiębiorczości. Przewodniczył też AMSP ČR, czeskiej organizacji skupiającej rzemieślników oraz małych i średnich przedsiębiorców. Został nauczycielem akademickim w prywatnej szkole wyższej o profilu ekonomicznym VŠFS, gdzie obejmował stanowiska kierownika katedry i dziekana.
W 2014 został członkiem rządowej Rady ds. Badań Naukowych, Rozwoju i Innowacji, a w 2018 wiceprzewodniczącym tej instytucji. W kwietniu 2019 z rekomendacji partii ANO 2011 w drugim rządzie Andreja Babiša objął urzędy wicepremiera oraz ministra przemysłu i handlu. W styczniu 2020 został powołany dodatkowo na ministra transportu.
W wyborach w 2021 z ramienia ANO 2011 uzyskał mandat deputowanego do Izby Poselskiej. W grudniu tegoż roku zakończył pełnienie funkcji rządowych. Objął później funkcję wiceprzewodniczącego niższej izby czeskiego parlamentu. W 2024 został wybrany na radnego kraju środkowoczeskiego.